# Anna Sophia Willerdingen

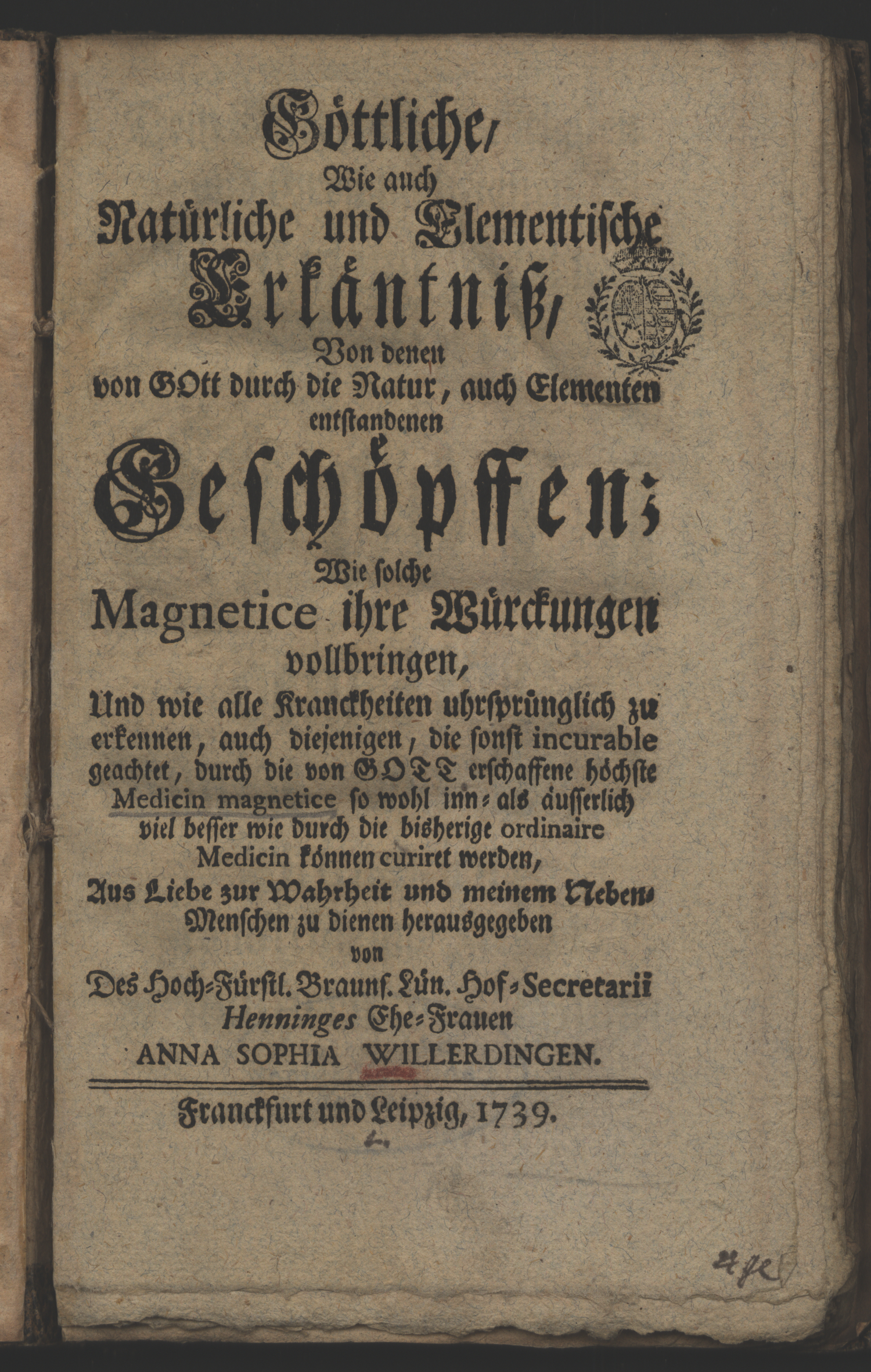
Digitalisat der ersten Seite der medizinischen Schrift von Anna Sophia Willerdingen

Anna Sophia Willerdingen (um 1739) war eine Hildesheimer Heilpraktikerin und Autorin eines medizinischen Buches im 18. Jahrhundert.

## Leben
Anna Sophia Willerdingen (Henninges) wurde am 14. September 1697 in Hildesheim als Tochter des Andreas Georg Willerding, Kurkölnischer und Stifts-Hildesheimer Kanzler und der Margarethe, geborene Lauenstein, geboren. Sie heiratete am 21. April 1728 den Fürstlichen Braunschweig-Lüneburgischen Hofsekretär Henning Johann Henninges in Blankenburg, wo die Familie lebte. Ihr Leben war geprägt von Schicksalsschlägen wie dem Verlust des von ihren Eltern ererbten Vermögens und der Erkrankung ihres einzigen Sohnes im Kindesalter, wohl Johann Andreas Christoph Henninges (1729–1798). Das bewegte sie dazu, neue Heilmittel und Medikamente gegen zu der Zeit unheilbare Krankheiten zu suchen. Sie heilte laut eigener Aussage über 2000 Patientinnen und Patienten durch ihre so gewonnenen Kenntnisse und durch eine von ihr entwickelten Magnetismus-Kur.

## Werk
Anna Sophia Willerdingen veröffentlichte 1739 die medizinische Schrift Göttliche, Wie auch natürliche und Elementische Erkäntniß, Von denen von Gott durch die Natur, auch Elementen entstandenen Geschöpffen als Reaktion auf immer lauter werdende Kritik an ihren Heilpraktiken. Im Text beschreibt Willerdingen ihre medizinischen Kenntnisse und ihre Erfahrungen in der natürlichen Heilkunst. Willerdingen begründet ihre Lehre auf einer magnetischen Ur-Kraft, aus der Gott alle Elemente und Lebewesen schuf. Diese Ur-Kraft habe heilende Wirkung und könne durch Magnete oder durch den Konsum von destillierten Pflanzenprodukten aktiviert werden.
Die zeitgenössische Rezension kritisierte das Buch für seine unwissenschaftliche Beweisführung. Viele der im Text präsentierten Erkenntnisse seien demnach der von religiösen Überzeugungen dominierten Imagination Willerdingens entsprungen.

## Schrift
- Anna Sophia Willerdingen: Göttliche, Wie auch Natürliche und Elementische Erkäntniß, Von denen von Gott durch die Natur, auch Elementen entstandenen Geschöpffen: Wie solche Magnetice ihre Würckungen vollbringen, Und wie alle Kranckheiten uhrsprünglich zu erkennen, auch diejenigen, die sonst incurable geachtet, durch die von Gott erschaffene höchste Medicin magnetice so wohl inn- als äusserlich viel besser wie durch die bisherige ordinaire Medicin können curiret werden. Frankfurt und Leipzig 1739 (online).